# サン・ペドロ・デ・ラ・ナーベ聖堂

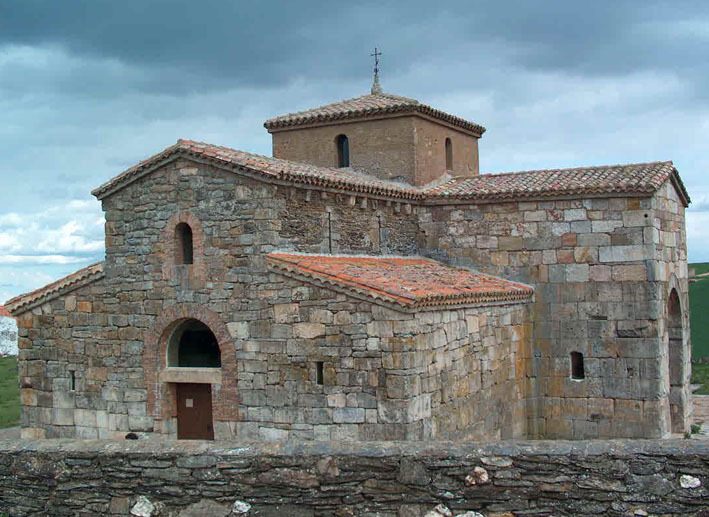
南西からみた外観。

サン・ペドロ・デ・ラ・ナーベ聖堂（スペイン語: Iglesia de San Pedro de la Nave）は、スペイン・カスティーリャ・イ・レオン州サモラ県エル・カンピージョの町外れに建つ、西ゴート様式のキリスト教聖堂である。1912年4月22日にスペインの重要文化財に指定された。創建時期は680年から711年（西ゴート滅亡の年）の間とされており、現存する西ゴート様式の建築物の中でも最後期に位置するといえる。
当初この教会はエスラ川の岸に建っていた。しかしダムの建設計画が持ち上がり、水没を避けるために建築家のマヌエル・ゴメス＝モレーノにより現在の場所に移設されることになった。この事業は1930-32年に渡って行われた。

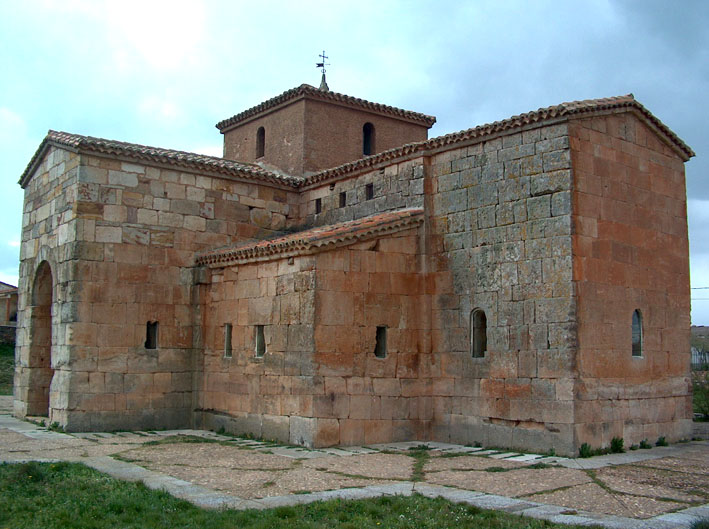
南東からみた外観。右の構造物が後陣である。

## 建築
外観は石垣のようであり、アーチ以外に曲線は見当たらない。後陣も方形である。内部に入ると天井は筒型ヴォールトに覆われており、アーチは馬蹄形アーチを採用している。

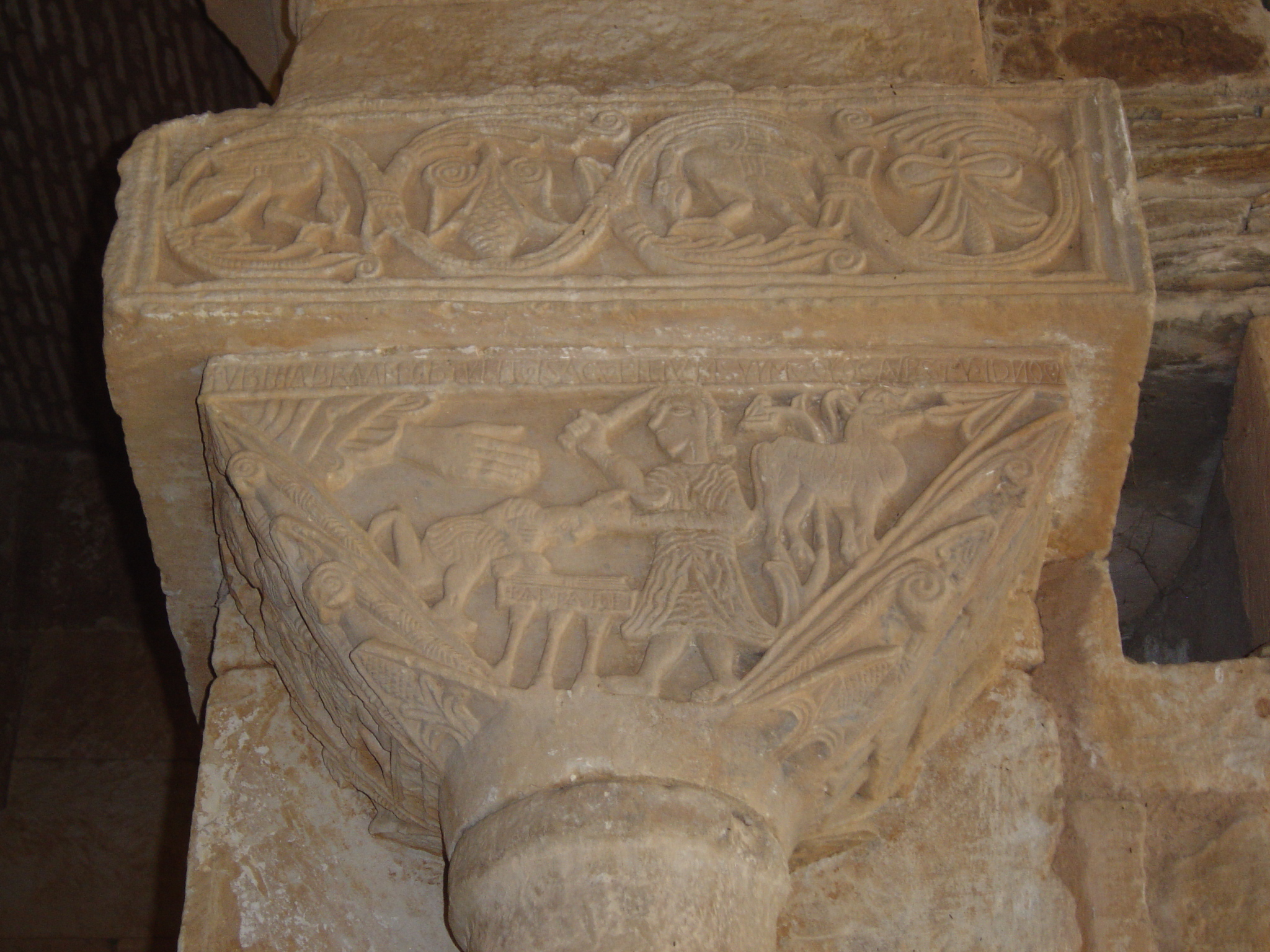
柱頭彫刻 イサクの犠牲 。冠板は唐草文様と動物。

内部装飾は西ゴート様式の好例であり、オリエンタルな動植物文様と聖書の場面をモチーフとした柱頭彫刻で装飾されている。「獅子の穴のダニエル」、「イサクの犠牲」などの柱頭彫刻がある。